# Trest smrti v Srbsku
Trest smrti v Srbsku se používal i před propuknutím prvního srbského povstání v roce 1804, kterým započala cesta k zisku srbské nezávislosti. Později byl používán i v autonomním Srbském knížectví a v následujících státních útvarech. Dne 26. února 2002 přijal srbský parlament dodatky k trestnímu zákoníku, které rušily trest smrti. Poslední poprava v zemi byla vykonána 14. února 1992. Poslední rozsudek smrti byl vynesen v roce 2001.
Srbsko podepsalo a ratifikovalo protokol č. 6 Úmluvy o ochraně lidských práv a základních svobod i protokol č. 13 Úmluvy o ochraně lidských práv a základních svobod. Protokol č. 6 byl ratifikován dne 3. března 2004 a vešel v platnost dne 1. dubna 2004. Protokol č. 13 byl ratifikován dne 3. března 2004 a v platnost vešel dne 1. července 2004.

## Historie

### Období 1804–1914
V prvních desetiletích 19. století byl trest smrti v Srbsku široce používán za různé trestné činy, včetně vraždy, krádeže, politických zločinů, infanticidy a také za mimomanželský sexuální vztah. Do roku 1858 se používaly různé způsoby popravy včetně zastřelení, oběšení, lámání v kole, „smrtící rukavice“ (odsouzenci byli nuceni probíhat mezi dvěma řadami mužů stojícími proti sobě a vyzbrojenými březovými pruty, kterými odsouzence mlátili) a dekapitace. Došlo také k několika popravám nabodnutím na kůl.
Do roku 1842 byli vrazi trestáni „zrcadlovými“ tresty. To znamená, že vrah měl být popraven stejným způsobem, jakým zabil svou oběť. Často k popravě byla použita i stejná zbraň. Kromě toho byla těla popravených osob téměř vždy veřejně vystavena po stanovenou dobu nebo do jejich „úplného rozkladu“. V roce 1858 se jediným způsobem popravy stalo zastřelení a zároveň přestala být těla popravených veřejně vystavována.
Podle prvního srbského trestního zákoníku přijatého v roce 1860, měly být rozsudky smrti vykonávány veřejně zastřelením, přičemž tělo mělo být po vykonání popravy na místě ihned pohřbeno. Zákoník zahrnoval šestnáct hrdelních trestných činů, a to včetně různých forem vraždy a loupeže vedoucí ke smrti a také vlastizrady. V roce 1863 byl opětovně zaveden trest smrti za krádeže a další zločiny. Trest smrti za krádeže byl definitivně zrušen roku 1902. V roce 1905 přestaly být popravy v Bělehradě veřejné. Odsouzenci od té doby byli stříleni tajně na místech, kam veřejnost nechodila, přestože zůstaly až do roku 1930 oficiálně veřejné. V jiných srbských městech se při popravách scházely tisíce diváků.
Pravidelné statistiky o provedených popravách začaly být vedeny v roce 1889. Před tímto datem existují spolehlivé záznamy pouze z několika let. Například v roce 1844 bylo vyneseno 62 rozsudků smrti a vykonáno 50 poprav. V roce 1883, v období masivního povstání proti vládě, bylo k smrti odsouzeno 117 osob a 47 jich bylo popraveno. Podle oficiální statistiky bylo od roku 1889 do roku 1914 vyneseno 600 rozsudků smrti a vykonáno 344 poprav.

### Období 1918–1941
Když v roce 1918 vzniklo Království Jugoslávie, zůstaly v různých částech země v platnosti odlišené právní systémy. V severozápadních provinciích (Bosna a Hercegovina, Chorvatsko, Slovinsko a Vojvodina) se popravovalo oběšením v uzavřeném prostoru s omezenou účastí veřejnosti. Ve zbytku země (Srbsko, Kosovo, Černá Hora a Makedonie) se popravovalo veřejně zastřelením. Když byl v roce 1929 přijat jednotný trestní zákoník pro celou zemi, zůstalo oběšení jediným zákonným způsobem popravy, s výjimkou rozsudků vynesených vojenskými soudy, které byly vykonávány zastřelením.
Zločiny trestané smrtí byly většinou vraždy a loupeže vedoucí ke smrti, stejně jako terorismus. K smrti odsouzení teroristé byli především komunisté a chorvatští, makedonští a albánští separatisté. Podle oficiálních statistik bylo v Srbsku od roku 1920 do roku 1940 vyneseno 459 rozsudků smrti a vykonáno 232 poprav. Ve stejném období bylo v celé Jugoslávii vyneseno 904 rozsudků smrti a vykonáno 291 poprav.
Vykonáváním poprav byli v Srbsku pověřeni státní kati. V letech 1918 až 1922 tuto funkci zastával Alois Seyfried, v letech 1922 až 1928 Florian Mausner a v letech 1928 až 1941 Karlo Dragutin Hart.

### Období 1945–1991
V prvních letech po druhé světové válce byly denně ve velkém vynášeny rozsudky smrti nad kolaboranty a válečnými zločinci, ale také nad „nepřáteli lidu“, tedy nad všemi, kteří se postavili novému komunistickému režimu. Neexistují žádné spolehlivé údaje, ale je pravděpodobné, že v Jugoslávii bylo od roku 1951 vyneseno až 10 tisíc rozsudků smrti, z nichž byla většina vykonána. Z tohoto počtu v daném období připadalo několik tisíc rozsudků smrti na Srbsko. Kromě politických trestných činů patřily mezi hrdelní zločiny i krádež vládního majetku a také vraždy a loupeže s přitěžujícími okolnostmi.
Do roku 1959 se popravovalo buď zastřelením nebo oběšení, a to v závislosti na rozsudku soudu v každém jednotlivém případě. Oběšení bylo považováno za těžší formu popravy a používáno bylo méně. V prvních poválečných letech byly popravy hlavních válečných zločinců často veřejné. Po roce 1950 počet rozsudků smrti prudce klesl. Podle oficiálních statistik bylo v letech 1950 až 1958 v Srbsku odsouzeno k trestu smrti 122 lidí. O vykonaných popravách však nebyly zveřejněny žádné oficiální údaje, ale lze předpokládat, že byly vykonány přibližně dvě třetiny vynesených rozsudků.
Reformy z roku 1959 vedly k méně přísnému systému trestního soudnictví. Snížil se počet hrdelních zločinů a zrušen byl trest smrti za majetkové delikty. Oběšení bylo zrušeno a jediným legálním způsobem popravy zůstalo zastřelení. Popravy vykonávala popravčí četa složená z osmi policistů, z nichž jen polovina měla zbraně nabité ostrými náboji. Popravy bylo i nadále možné vykonávat veřejně. Od roku 1959 do roku 1991 byly v Srbsku vykonány průměrně dvě popravy ročně (přes 70 % rozsudků smrti vynesených v Jugoslávii připadalo na soudy v Srbsku).

### Po roce 1991
Od dubna 1992 bylo Srbsko součástí Svazové republiky Jugoslávie, která se skládala ze dvou federálních celků, Srbska a Černé Hory. Od roku 1991 do roku 2002 bylo vyneseno 19 rozsudků smrti z nichž nebyl žádný vykonán. Posledním popraveným byl dne 14. února 1992 Johan Drozdek, který byl popraven v Somboru. Ten byl v roce 1988 odsouzen k trestu smrti za znásilnění a vraždu šestileté dívky.

### Seznam poprav od roku 1959 na území Srbska
Seznam osob popravených na území Srbska od roku 1960 do roku 1992.
| Jméno popravené osoby | Pohlaví | Datum rozsudku     | Datum popravy     | Místo popravy     | Zločin                        | Metoda popravy      |
| --------------------- | ------- | ------------------ | ----------------- | ----------------- | ----------------------------- | ------------------- |
| Mileva Krivokapić     | žena    | 1959               | 1960              | Leskovac          | dvojitá vražda dítěte         | poprava zastřelením |
| Ramo Bunakai          | muž     | 1959               | 1960              | Peć               | špionáž a vražda              | poprava zastřelením |
| Ilija Jojin           | muž     | 8. března 1960     | 18. července 1961 | Bělehrad          | dvojitá vražda                | poprava zastřelením |
| Stevan Narandžić      | muž     | 1961               | 1961              | Sremska Mitrovica | dvojitá vražda                | poprava zastřelením |
| Kruma Cekov           | muž     | 1961               | 1962              | Požarevac         | vražda                        | poprava zastřelením |
| Esad Ribić            | muž     | 1963               | 1963              | Sombor            | vražda policisty              | poprava zastřelením |
| Mihaljo Sekuš         | muž     | 1963               | 1963              | Subotica          | trojitá vražda                | poprava zastřelením |
| Milivoje Stević       | muž     | 1962               | 1963              | Sremska Mitrovica | vražda policisty              | poprava zastřelením |
| Mladen Domanović      | muž     | 23. listopadu 1962 | 1963              | Sremska Mitrovica | vražda spoluvězně             | poprava zastřelením |
| Sedija Tači           | muž     | 1962               | 1963              | Niš               | vražda spoluvězně             | poprava zastřelením |
| Vojislav Smiljanić    | muž     | 1962               | 1963              | Sremska Mitrovica | vražda policisty              | poprava zastřelením |
| Aleksandar Jovanović  | muž     | 1. října 1962      | 30. září 1963     | Valjevo           | vražda dítěte                 | poprava zastřelením |
| Živko Mladenović      | muž     | 1963               | 1963              | Prokuplje         | vražda                        | poprava zastřelením |
| Sadija Beftija        | muž     | 1963               | 1964              | Priština          | vražda                        | poprava zastřelením |
| Vukomir Dojčinović    | muž     | 1963               | 24. února 1965    | Niš               | trojitá vražda                | poprava zastřelením |
| Eva Vanjur            | žena    | 1965               | 9. listopadu 1965 | Subotica          | vražda dítěte                 | poprava zastřelením |
| Božo Stadinović       | muž     | 1965               | 1966              | Sremska Mitrovica | vloupání                      | poprava zastřelením |
| Ivan Jelić            | muž     | 25. července 1968  | 2. listopadu 1968 | Bělehrad          | terorismus                    | poprava zastřelením |
| Janko Marković        | muž     | 1968               | 1969              | Zaječar           | dvojitá vražda                | poprava zastřelením |
| Dragoljub Gutić       | muž     | prosinec 1968      | 27. února 1969    | Bělehrad          | vražda během vloupání         | poprava zastřelením |
| Sava Lisovac          | muž     | prosinec 1968      | 27. února 1969    | Bělehrad          | vražda během vloupání         | poprava zastřelením |
| Teufik Kapetanović    | muž     | 1969               | 1970              | Niš               | vloupání                      | poprava zastřelením |
| Janoš Kočiš           | muž     | 1971               | 1971              | Novi Sad          | vražda                        | poprava zastřelením |
| Vince Kišđeri         | muž     | 27. října 1970     | 1972              |                   | dvojitá vražda                | poprava zastřelením |
| Hilmija Hajrulahu     | muž     | 29. října 1970     | 1972              | Gnjilane          | vražda                        | poprava zastřelením |
| Alija Elezi           | muž     | 15. srpna 1971     | 1972              | Gnjilane          | vražda                        | poprava zastřelením |
| Milun Jovanović       | muž     | 20. dubna 1972     | 13. prosince 1972 | Novi Pazar        | trojitá vražda                | poprava zastřelením |
| Nebih Prenići         | muž     | 28. ledna 1970     | 13. června 1973   | Priština          | dvojitá vražda                | poprava zastřelením |
| Stipan Tumbas         | muž     | 22. března 1973    | 15. srpna 1974    | Subotica          | vražda dítěte                 | poprava zastřelením |
| Alesandar Milutinović | muž     | 10. listopadu 1971 | 4. září 1974      | Bělehrad          | vícenásobná vražda            | poprava zastřelením |
| Jezdimir Gajić        | muž     | 8. března 1973     | 16. května 1975   | Požarevac         | vícenásobná vražda            | poprava zastřelením |
| Milan Sekulić         | muž     | 13. června 1974    | 19. března 1976   | Bělehrad          | vražda policisty              | poprava zastřelením |
| Ahmet Zogaj           | muž     | 8. října 1974      | 1976              | Prizren           | dvojitá vražda dítěte         | poprava zastřelením |
| Bali Zogaj            | muž     | 8. října 1974      | 1976              | Prizren           | dvojitá vražda dítěte         | poprava zastřelením |
| Ali Haliti            | muž     | 21. března 1975    | 1977              | Priština          | vražda                        | poprava zastřelením |
| Isljam Đota           | muž     | 11. října 1974     | 1977              | Priština          | dvojitá vražda                | poprava zastřelením |
| Mejdi Ljamalari       | muž     | 3. února 1974      | 1977              | Gnjilane          | dvojitá vražda                | poprava zastřelením |
| Avdija Seferaj        | muž     | 1977               | 1977              | Požarevac         | vícenásobná vražda spoluvězně | poprava zastřelením |
| Mustafa Milaim        | muž     | 1977               | 1977              | Požarevac         | vícenásobná vražda spoluvězně | poprava zastřelením |
| Zumber Haliti         | muž     | 9. prosince 1975   | 1977              | Požarevac         | trojitá vražda                | poprava zastřelením |
| Nedeljko Grujčić      | muž     | 5. dubna 1974      | 5. ledna 1977     | Užice             | dvojitá vražda                | poprava zastřelením |
| Miljenko Hrkać        | muž     | 23. prosince 1975  | 11. ledna 1978    | Bělehrad          | terorismus                    | poprava zastřelením |
| Dimitrije Gavrilović  | muž     | 21. dubna 1978     | 20. dubna 1979    | Novi Sad          | dvojitá vražda                | poprava zastřelením |
| Nebojša Despotov      | muž     | 4. března 1976     | 12. července 1979 | Zrenjanin         | dvojitá vražda                | poprava zastřelením |
| Vojislav Rajčić       | muž     | 1. dubna 1980      | 17. dubna 1981    | Zaječar           | válečné zločiny               | poprava zastřelením |
| Đemšit Braha          | muž     | 1981               | 22. října 1981    |                   | vražda                        | poprava zastřelením |
| Hamit Azizi           | muž     | 1982               | 4. ledna 1982     |                   | vražda                        | poprava zastřelením |
| Paljoka Gecaj         | muž     | 1982               | 6. dubna 1982     |                   | vražda                        | poprava zastřelením |
| Ferat Muja            | muž     | červenec 1982      | 26. dubna 1984    | Titova Mitrovica  | vražda                        | poprava zastřelením |
| Laslo Egete           | muž     | 1989               | 29. července 1989 | Subotica          | vražda dítěte                 | poprava zastřelením |
| Laslo Tubičak         | muž     | 30. března 1988    | 8. srpna 1989     | Novi Sad          | vloupání a vražda             | poprava zastřelením |
| Johan Drozdek         | muž     | 14. března 1988    | 14. února 1992    | Sombor            | vražda dítěte                 | poprava zastřelením |

## Zrušení trestu smrti
V roce 1826 básník Sima Milutinović Sarajlija napsal princi Miloši Obrenovići I. doporučení, aby zrušil trest smrti. Princ však dopis nikdy neobdržel. Při přípravě trestního zákoníku v roce 1858 profesor práv a soudce Jovan Flilipović navrhl zrušení trestu smrti s tím, že je podle tehdy platné srbské ústavy protiústavní. Jeho návrh komise většinou hlasů zamítla. V lednu 1881 předložili v srbském parlamentu poslanci Národní radikální strany dva návrhy na úplné zrušení trestu smrti, ale oba byly většinou zamítnuty. Podobný návrh, i když se omezoval na zrušení trestu za politické zločiny, byl předložen roku 1887. I tento návrh byl zamítnut.
Ústava Svazové republiky Jugoslávie přijatá 25. dubna 1992 zrušila trest smrti za federální zločiny, včetně genocidy, válečných zločinů, politických a vojenských deliktů, ale jednotlivé svazové jednotky si ponechaly právo ukládat trest smrti za trestné činy spadající do jejich jurisdikce.
Dne 26. února 2002 srbský parlament upravil srbský trestní zákoník a vypustil z něj všechny odkazy na trest smrti. Primárním důvodem pro tuto změnu, byla snaha Svazové republiky Jugoslávie vstoupit do Rady Evropy. Po zrušení trestu smrti byly dvanácti lidem v cele smrti jejich tresty změněny na čtyřicet let odnětí svobody. V roce 2006 byla přijata nová srbská ústava, která výslovně zakazuje trest smrti.

## Veřejné mínění
Na podzim 2001 krátce před zrušením trestu smrti v Srbsku průzkum mezi veřejností ukázal, že 43 % respondentů podporovalo trest smrti, 43 % bylo proti trestu smrti a 14 % nemělo jasný názor. Tento výsledek opakovaně potvrdily i následné průzkumy konané pravidelně od roku 2007.